# Consument
Consumenten of verbruikers zijn personen of huishoudens die goederen en diensten consumeren die worden geproduceerd in de economie. Omdat dit bijna iedereen omvat wordt de term ook vaak als een algemene term gebruikt als een niet persoonsgebonden categorie van mensen die een beslissing nemen om wel of niet bepaalde goederen of diensten aan te schaffen.
De rol van de consument is te onderscheiden van die van de producent of leverancier, die producten en diensten leveren. Ook wordt er soms gerefereerd aan de zakelijk gebruiker, die producten en diensten afneemt in het kader van een bedrijf of beroepsuitoefening. Deze laatste categorie kan ook gezien worden als professionele consumenten.

## Consument in de marketing
Binnen de marketing wordt vaak een onderscheid gemaakt tussen consumenten en klanten, waarbij de eerste de feitelijke gebruiker van een dienst is, maar niet noodzakelijkerwijs de koper. Het komt ook voor dat een dienst of product helemaal niet door een consument wordt aangeschaft, bijvoorbeeld als iemand anders in het huishouden namens de eindgebruiker de aanschaf verzorgt. Het hangt af van de situatie en de noodzaak tot het maken van onderscheid of deze koper als consument gezien wordt.

## Consument in de micro-economie
In de micro-economische theorie wordt aangenomen dat een consument een budget heeft dat hij kan uitgeven aan een breed scala aan goederen en diensten die op de markt wordt aangeboden. Aangenomen dat de consument rationeel denkt, wordt het budget gebruikt zodat het nut voor de consument wordt gemaximaliseerd. Consumeren staat in de micro-economie tegenover sparen. Alle middelen die de consument ter beschikking staan maar die niet direct gebruikt worden voor consumeren, worden dan gespaard met als doel consumptie (of andere aanwendingen) op een later tijdstip mogelijk te maken.

## Consument in het recht
In het recht is een consument iemand die een overeenkomst sluit en daarbij niet handelt in de uitoefening van een beroep of bedrijf. Consumenten hebben in de praktijk veelal niet de mogelijkheid om te onderhandelen over de inhoud van de gesloten overeenkomst. Om de consument te beschermen tegen al te onredelijke voorwaarden in de gesloten overeenkomst, zijn voor een aantal overeenkomsten die frequent door consumenten worden gesloten (zoals koop in de winkel, koop op internet, reizen, eenvoudige diensten, financiële diensten) dwingende regels vastgesteld. Indien toch van die regels wordt afgeweken, kan de consument door een enkele mededeling aan de verkoper of dienstverlener een dergelijke afwijking ongedaan maken ('vernietigen'). De regels die de consument moeten beschermen, worden ook wel aangeduid als  consumentenrecht. Belangen van consumenten worden onder meer behartigd door de Consumentenbond, vanaf 1 januari 2007 door de Consumentenautoriteit, en sinds 1 april 2013 door de Autoriteit Consument en Markt (ACM).